# 莫尔斯希
莫尔斯希（Morshi），是印度马哈拉施特拉邦Amravati县的一个城镇。总人口33607（2001年）。

## 人口
该地2001年总人口33607人，其中男性17238人，女性16369人；0—6岁人口4027人，其中男2103人，女1924人；识字率77.82%，其中男性为81.96%，女性为73.46%。